# Michabo Patera
La Michabo Patera è una struttura geologica della superficie di Io.